# (7132) Casulli
(7132) Casulli  es un asteroide perteneciente al cinturón de asteroides, descubierto el 17 de septiembre de 1993 por Antonio Vagnozzi desde el Observatorio Astronómico de Santa Lucia di Stroncone, en Italia.

## Designación y nombre
Designado inicialmente como 1993 SE. Fue nombrado en honor a Silvano Casulli (1944-2018), quien fue el primer astrónomo aficionado en el mundo en obtener posiciones astrométricas precisas de planetas menores usando una cámara CCD. 

## Características orbitales
(7132) Casulli orbita a una distancia media del Sol de 2,308 ua, pudiendo acercarse hasta 1,820 ua y alejarse hasta 2,796 ua. Tiene una excentricidad de 0,211 y una inclinación orbital de 5,488° grados. Emplea en completar una órbita alrededor del Sol 1280,64 días.

## Características físicas
Su magnitud absoluta es 13,81. Tiene 9,015 km de diámetro. Su albedo se estima en 0,089.

## Satélites
En el año 2020 se descubrió que poseía un satélite.